# 腱鞘
腱鞘（英語：tendon sheath）是肌腱周围双层滑膜构成的长管形纤维组织，两层之间有滑液，其中一層為滑膜鞘。

## 功能

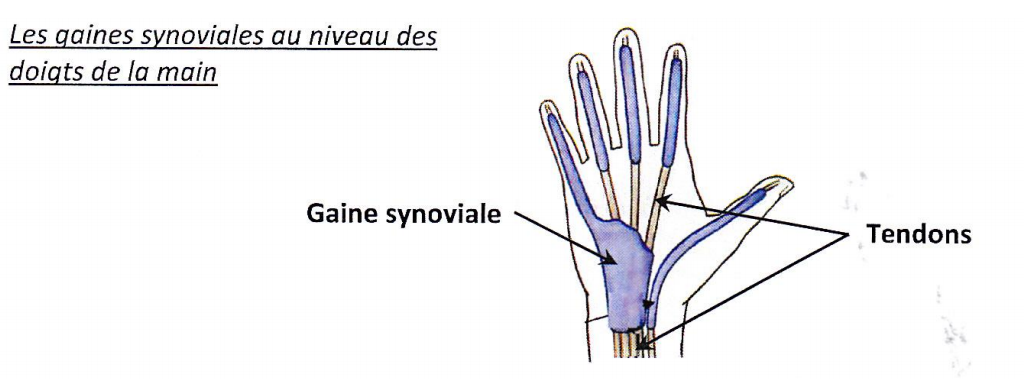
手部的滑膜鞘

腱鞘的作用是减少肌腱活动时的摩擦。人的腱鞘主要分布在跨越手指、手腕、踝关节等部位的肌腱上，以及肱二头肌的长头腱上。

## 结构

肌腱鞘横截面图：3-外滑膜，4-滑液腔，5-内滑膜，6-肌腱

腱鞘的结构像关节囊，为双层套管状密闭的滑膜管，两层之间有一空腔即滑液腔，内有滑液。其内层覆盖于肌腱表面，外层借助纤维组织附着在肌腱周围的韧带及骨面上。

## 病理变化
当腱鞘受到过度摩擦或挤压时，会发生损伤，引起腱鞘炎（英語：Tenosynovitis）。此外慢性劳损或寒冷等刺激也会使肌腱与腱鞘发生无菌性炎症反应，使鞘壁肥厚，管腔狭窄，使结节间沟变得粗糙，导致底部骨质增生，腱鞘磨损加剧，甚至会变性、產生软骨病變。
腱鞘水肿、沾黏造成肌腱在腱鞘内活动受限，肌腱受到绞勒成葫芦状膨大，引起疼痛或功能障碍等症状。